# Stadtmuseum Ljubljana
Das Stadtmuseum Ljubljana (Mestni muzej Ljubljane) ist das Hauptmuseum zur Geschichte der Hauptstadt Sloweniens und ihres Umlands. Es befindet sich im Palais Auersperg von 1642.

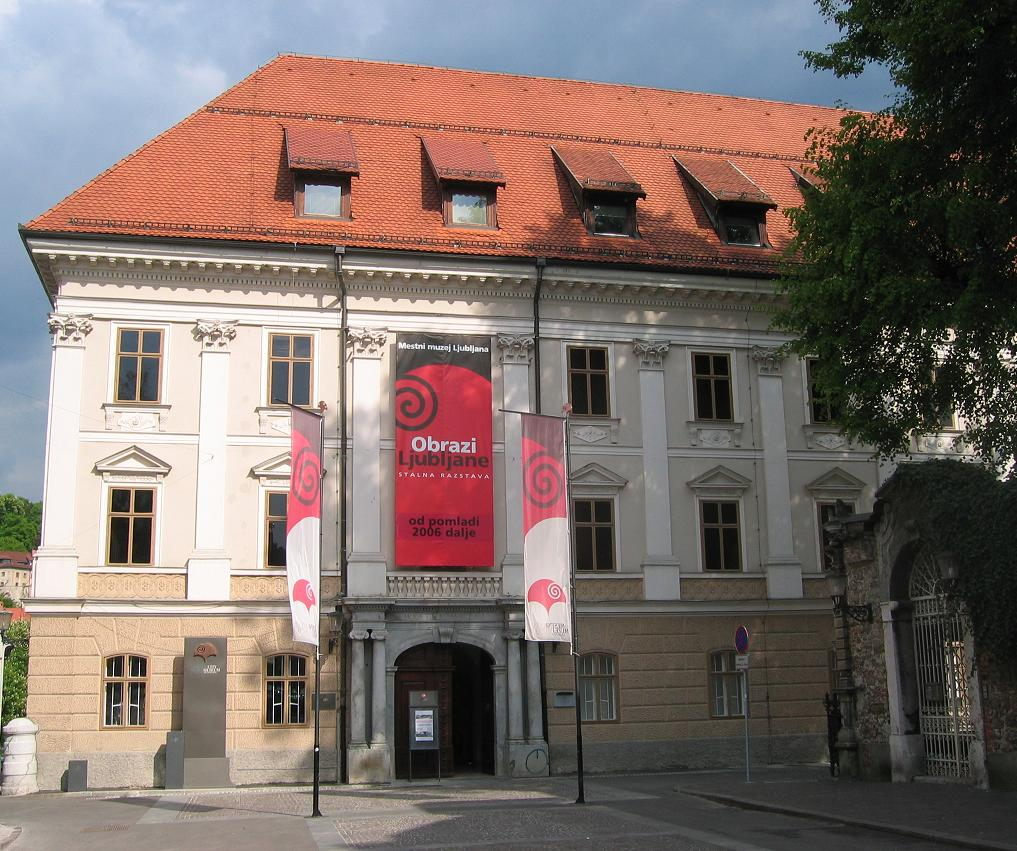
Palais Auersperg, Sitz des Museums

## Geschichte

Venusstatuette, 15,8 cm Höhe, 2. Jahrhundert

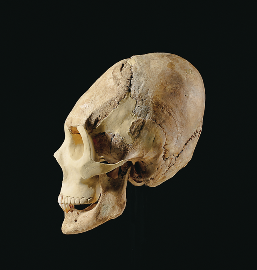
Schädel aus einem der Gotengräber, die in Dravlje, im Osten von Ljubljana entdeckt wurden

Gegründet wurde das Museum im Jahr 1935 im Palais Auersperg im Zentrum der Stadt, doch begannen die Umbauarbeiten erst 1937. Nach dem Zweiten Weltkrieg wurden dort weitere Kulturinstitutionen aufgenommen, aber auch Privatwohnungen eingerichtet. Zwischen 2000 und 2004 wurde das Bauwerk komplett restauriert.
An der Stelle, wo sich das Museum erhebt, wurden zwischen 1995 und 2003 eine Reihe von Grabungen durchgeführt, während der Innenhof und das Kellergeschoss renoviert wurden. Dabei traten Artefakte der Urnenfelderkultur, dann der späteren Hallstatt- und Latène-Zeit, aus der römischen Kaiserzeit und den nachfolgenden Epochen. So wurden Kriegergräber der mittleren Latène-Zeit während der Grabungskampagne des Jahres 2002 entdeckt, aber auch eine bis zum Zeitpunkt der Ausgrabung bestehende, seit 2000 Jahren funktionierende Kanalisation.

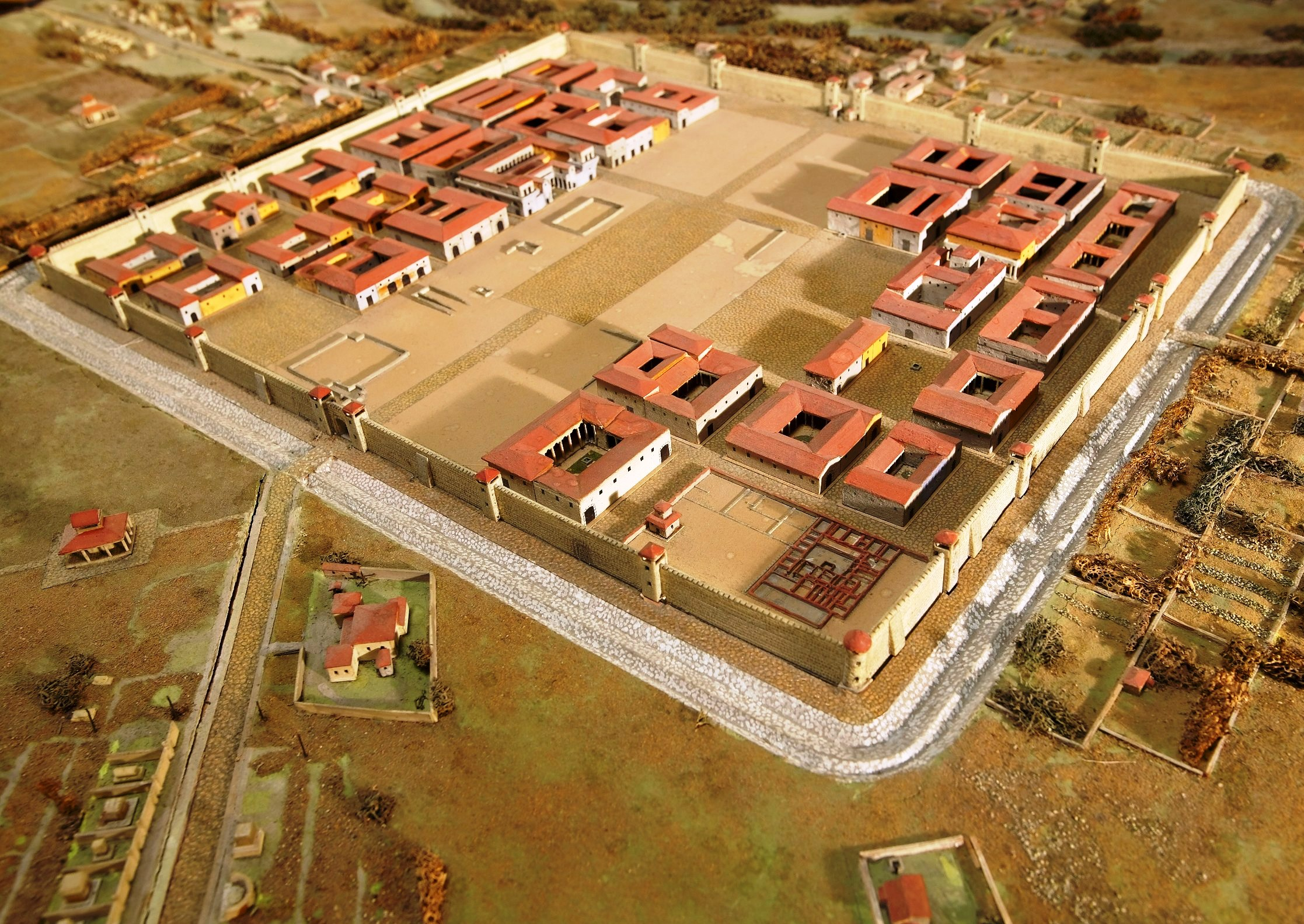
Modell des antiken Emona, gegründet 14 n. Chr.

In einer Dauerausstellung wird die Stadtgeschichte präsentiert, die gegen 4500 v. Chr. mit einer Feuchtbodensiedlung begann. Als Besonderheit gilt ein 40.000 Jahre alter Pfeil, sowie das älteste, mit einer Holzachse ausgestattete Rad der Welt, entstanden um 3350–3100 v. Chr. Das Rad wurde im Ljubljansko barje entdeckt, dem Laibacher Moor um die Stadt. Es hat einen Durchmesser von 70 cm, die Holzachse ist 120 cm lang. Anlässlich dieses Fundes wurde von 2013 bis 2014 eine Sonderausstellung durchgeführt, die sich mit der Geschichte des Rades in den letzten 5200 Jahren befasste.

## Außenstellen
Zu den Nebenstellen des Museums gehören neben der Fundstätte des antiken Emona das Tabakmuseum in der ehemaligen Zigarrenfabrik an der Tržaška-Straße, ein Raum für die Arbeit über Ivan Cankar auf dem Rožnik, sowie die Oton-Župančič-Gedenksammlung in der Oton-Župančič-Bibliothek – beide erinnern an slowenische Schriftsteller. Im Ščit werden alle Konservierungsmaßnahmen durchgeführt.
Seit 2016 führt das Museum eine Dauerausstellung zur Ökologie und Geschichte des Flusses Ljubljanica in Vrhnika durch, wo sich einige seiner Quellflüsse befinden. Dort wird auch der besagte 40.000 Jahre alte Pfeil aufbewahrt, der das älteste Artefakt des Homo sapiens in diesem Gebiet darstellt.